# Maria Judith Guljé
Maria Judith Guljé (1814 – 1896) was de dochter van Willem Francis Guljé en Jacoba Antonia van Baar.
In 1892 erfde zij Kasteel Asten van haar gestorven broer Joannes Amandus Guljé. Ze tooide zich met de titel vrouwe van Asten, maar veel rechten waren daar niet meer aan verbonden. 
Ze trouwde in 1850 met Petrus Boreel de Maregnault. Het echtpaar woonde in Deventer en Petrus stierf in 1875. Hun beide kinderen werden te Oirschot geboren. Dit waren Franciscus Amandus en Rafaëla Maria. Franciscus Amandus pleegde op 29-jarige leeftijd zelfmoord.
Bij het overlijden van Maria Judith in 1896 ging het bezit van Asten over op haar enig overgebleven kind, Rafaëla Maria.